# Scottie Lindsey
Scott Christopher "Scottie" Lindsey (Hillside, Illinois, 20 de mayo de 1996) es un baloncestista estadounidense que pertenece a la plantilla de los Maine Celtics de la G League. Con 1,95 metros de estatura, juega en la posición de escolta. 

## Trayectoria deportiva

### Universidad
Jugó cuatro temporadas con los Wildcats de la Universidad Northwestern, en las que promedió 10,1 puntos, 3,1 rebotes y 1,5 asistencias por partido. En 2017 fue incluido por los entrenadores en el tercer mejor quinteto de la Big Ten Conference.

### Profesional
Tras no ser elegido en el Draft de la NBA de 2018, jugó las Ligas de Verano de la NBA con los Detroit Pistons, con los que disputó tres partidos. En octubre fue asignado a su filial en la  G League, los Grand Rapids Drive, donde jugó 15 partidos en los que promedió 10,5 puntos y 3,7 rebotes, antes de sufrir una importante lesión en el mes de diciembre que le apartó del equipo.
En agosto de 2019 los Erie BayHawks lo escogieron en el draft de expansión de la G League, en la octava posición. Hasta el parón por el coronavirus promedió 10,4 puntos y 3,5 rebotes por encuentro.
El 21 de junio de 2021, firma por una temporada con el Benfica de la Liga Portuguesa de Basquetebol.
El 23 de octubre de 2021 fue elegido en el puesto número 17 del Draft de la NBA G League de 2021 por los Windy City Bulls.
El 24 de octubre de 2022 se unió a los entrenamientos de los Maine Celtics.